# 広橋胤定
広橋胤定（ひろはし たねさだ、明和7年（1770年）10月17日 - 天保3年（1832年）11月12日）は、江戸時代後期の公卿。別名は広橋兼陳、広橋勝陳。

## 官歴
- 安永3年（1774年）：従五位下
- 安永4年（1775年）：侍従
- 安永5年（1776年）：従五位上
- 安永7年（1778年）：正五位下
- 天明3年（1783年）：右少弁、皇后宮権大進
- 天明5年（1785年）：蔵人、賀茂奉行、御祈奉行、正五位上
- 天明6年（1786年）：権右中弁
- 天明7年（1787年）：氏院別当
- 寛政元年（1789年）：左衛門権佐
- 寛政4年（1792年）：左中弁、蔵人頭、正四位下
- 寛政5年（1793年）：正四位上
- 寛政6年（1794年）：中宮亮
- 寛政8年（1796年）：左大弁、従三位、参議
- 寛政9年（1797年）：踏歌節会外弁、権中納言
- 寛政11年（1799年）：正三位、賀茂伝奏
- 享和2年（1802年）：従二位、左衛門督、使別当
- 享和3年（1803年）：権大納言、院執権
- 文化2年（1805年）：正二位
- 文化14年（1817年）：武家伝奏
- 文政2年（1825年）：従一位

## 系譜
- 父：広橋伊光
- 母： 黒田継高の娘
- 弟：竹屋光棣
- 弟：交野時雍
- 弟：七条信敬
- 弟：竹屋俊康
- 子：広橋光成
- 子：勘解由小路光宙
- 子：竹屋光有
- 子：日野資宗
- 子：交野時晃